# Do It Yourself – S.O.S.
Do It Yourself – S.O.S. war eine von ProSieben entwickelte Heimwerkersendung. Die Erstausstrahlung erfolgte am 18. August 2003.
Das Servicetaiment-Format behandelte zunächst die Themen Renovierung und Dekoration. Dazu wurden Teams aus professionellen Handwerkern und Architekten zu Menschen geschickt, die ihre Wohnungen oder Häuser umgestalteten. Baupläne der Konstruktionen waren auf der Homepage verfügbar.
Anfangs wurde die 30-minütige Sendung von Sonya Kraus ab 16:30 Uhr moderiert. Im Zuge einer Umgestaltung erfolgte am 26. Januar 2004 eine Umbenennung der Sendung in S.O.S. - Style & Home: Hierbei wurde die Sendezeit auf 60 Minuten erhöht und bereits ab 16:00 Uhr ausgestrahlt. Zur Sendung stießen Susann Atwell, die gemeinsam mit Hubertus Regout Tipps zu den Themen Styling und Beauty gab, und Sylvia Bommes, Fachfrau für Home-Management-Fragen.
Im Januar 2005 ergänzte Charlotte Engelhardt das Moderationsteam.
Do It Yourself – S.O.S. wurde Anfang des Jahres 2006 abgesetzt. Wiederholungen wurden bis Ende des Jahres 2007 ausgestrahlt.